# 프로비주얼 엔진
프로비주얼 엔진(ProVisual Engine)은 삼성전자가 모바일 기기를 위해 개발한 인공지능(AI) 기반 이미지 처리 시스템이다. 이 시스템은 2024년 갤럭시 S24 시리즈와 함께 삼성 갤럭시 AI 기능 중 하나로 처음 도입되었으며, 사진 및 동영상 촬영 시 이미지 품질 향상을 위한 AI 기반 이미지 처리 기능을 제공한다.

## 개요
프로비주얼 엔진은 사용자 주변 환경(예: 실내/실외, 밝기, 피사체 유형)을 자동으로 분석해 이제 적합한 이미지 설정을 적용하는 기능을 포함한다. 이 시스템은 실시간 최적화와 인공지능(AI) 기반의 이미지 처리 기술을 통해 색상 정확도, 다이내믹 레인지, 노이즈 수준 등을 조정하며, 자동 및 수동 설정을 모두 지원하여 사용자 환경에 맞는 촬영 옵션을 제공한다.

## 기능
주요 출처 :

### 쿼드 텔레 시스템(Quad Tele System)
쿼드 텔레 시스템은 2배, 3배, 5배, 10배의 광학 줌을 지원하며, 디지털 처리 기술을 통해 확대 시 선명도와 디테일을 향상시킨다. 이미지 신호 처리(Image Signal Processing, ISP)를 통해 각 줌 단계에서 세부 묘사력을 유지하고, 노이즈를 줄이며, 왜곡을 최소화한 상태로 이미지 선명도를 높인다.

### 나이토그래피(Nightography)
나이토그래피(Nightography)는 노이즈 감소 기술과 고급 센서 기술을 활용하여 저조도 환경에서의 사진 품질을 향상시킨다. 노출을 조절하고 흔들림을 최소화함으로써 어두운 환경에서도 사진과 영상 모두에서 더 정밀하고 선명한 이미지를 제공한다.

### 생성형 편집(Generative Edit)
생성형 편집은 사 제거, 배경 확장, 스마트 크기 조절 기능을 제공한다. 잘려 나간 물체를 보완하거나 배경을 채워 이미지를 재구성하며, 이미지의 구성과 비율을 조정하되 전체적인 품질과 일관성을 유지한다.

### Expert RAW
Expert RAW는 사용자가 카메라 앱 내에서 직접 RAW 이미지를 촬영할 수 있도록 지원하는 기능으로, 고급 촬영 및 편집에 적합하다. HDR(하이 다이내믹 레인지)을 지원하여 명암과 세부 표현을 강화하며, ProVisual Engine은 다중 프레임 처리를 통해 선명하고 깊이감 있는 RAW 이미지를 생성한다.

### Enhance-X 및 카메라 시프트(Camera Shift)
Enhance-X는 업스케일링, 노이즈 제거, 선명도 향상 등 다양한 AI 기반 이미지 보정 기능을 제공하는 삼성의 사진 편집 도구이다. 저화질 사진을 개선하거나 흐릿한 이미지를 선명하게 만들 수 있다. 이 앱에는 카메라 시프트(Camera Shift) 기능도 포함되어 있다. 해당 기능은 촬영 당시의 카메라 높이나 각도 때문에 발생할 수 있는 왜곡을 보정하며, 인물이나 사물의 비율과 구도를 자연스럽게 조정해준다. 최근 업데이트를 통해 반려동물 사진에도 적용 가능하도록 지원 범위가 확대되었다.

## 지원 기기
2025년 기준으로, 프로비주얼 엔진은 다음 기기에서 사용할 수 있다:

### 갤럭시 S 시리즈
- 삼성 갤럭시 S25 시리즈 (S25, S25+, S25 울트라, S25 엣지)

- 삼성 갤럭시 S24 시리즈 (S24, S24+, S24 울트라, S25 엣지)[17]

### 갤럭시 Z 시리즈
- 삼성 갤럭시 Z 플립 6

- 삼성 갤럭시 Z 폴드 6[18]

### 갤럭시 탭 S 시리즈
- 삼성 갤럭시 탭 S10 시리즈 (탭 S10+, 탭 S10 울트라)
- 삼성 갤럭시 탭 S9 시리즈 (탭 S9, 탭 S9+, 탭 S9 울트라)

## 같이 보기
- 갤럭시 AI